# Hypselistes kolymensis
Hypselistes kolymensis là một loài nhện trong họ Linyphiidae.
Loài này thuộc chi Hypselistes. Hypselistes kolymensis được Yuri M. Marusik & Leech miêu tả năm 1993.